# 报本寺塔
报本寺塔位于陕西省武功县城北，俗称“武功塔”，1957年被列为第二批陕西省文物保护单位，2013年被列为第七批全国重点文物保护单位。
李渊在隋朝任岐州刺史时住武功，李世民在此出生。李世民即位后，改旧宅为庆善宫，将其生母窦穆皇后常居之别墅改为报本寺。报本寺现已不存，塔为楼阁式砖塔，空心，平面呈八角形，底边长4.75米，共七层，高36.961米。1994年因塔身严重倾斜拆除重建。